# Litle Bloksen
Litle Bloksen est un récif norvégien dans le landskap Sunnhordland du comté de Vestland. Il appartient administrativement à Sveio.

## Géographie
Récif immergé, à fleur d'eau, il s'étend sur environ 59 m de longueur pour une largeur approximative de 44 m. 